# المدرسة الفلبينية (قطر)
المدرسة الفلبينية الدوحة هي مؤسسة تعليمية في قطر توفر التعليم الأساسي للفلبينيين. خضعت المدرسة لعمليات عديدة لكسب اعتراف وزارة التربية والتعليم الفلبينية وأخيرا حصلت عليه في عام 2000. في عام 2011 حصلت المدرسة على جائزة من المجلس الأعلى للتعليم في قطر.

## التاريخ
أنشئت المدرسة الفلبينية الدوحة في أكتوبر 1992 لتلبية الاحتياجات التعليمية للمجتمع الفلبيني في دولة قطر. كان تأسيسها نتيجة لوجود المجتمع الفلبيني الكبير في الدوحة تحت رعاية السفارة الفلبينية. طبقا لقوانين الفلبين فقد أدرجت المدرسة كشركة تعليمية غير ربحية وهي مسجلة باسم المدرسة الفلبينية الدوحة في بورصة الأوراق المالية. على هذا النحو تخضع المدرسة لقانون المؤسسة والقوانين والأنظمة الخاصة بالفلبين.
هناك مجموعة خاصة من اللوائح الخاصة بتشغيل المدرسة كمدرسة خاصة حسب دليل السياسات والأنظمة. هذه هي اللجنة المشتركة بين الوكالات التابعة للحكومة الفلبينية وهي إدارة العمل والعمالة. يتم تضخيم دليل السياسات والأنظمة من قبل دليل المعايير الخاصة بسياسة القطاع الخاص الذي وافق عليه مجلس الأمناء من أجل إدارة وتشغيل المدرسة وفقا للنظام الأساسي للشركة المدرسية.
تخضع المدرسة أيضا للمرسوم الأميري رقم 7 لسنة 1980 بشأن موضوع المدارس الخاصة في دولة قطر. وزارة التربية والتعليم العالي للجماعة الفلبينية في قطر تحت رعاية السفارة الفلبينية في الدوحة. وزارة التربية والثقافة والرياضة منحت المدرسة التصريح للعمل في 6 مارس 1997 بناء على تصريح الحكومة رقم 002 ق. 1997. في وقت لاحق في 1 فبراير 2000 تم منح المدرسة الفلبينية الدوحة الاعتراف من قبل وزارة التربية والتعليم الفلبينية رقم 001، ق. 2000.
في عام 2016 كانت المدرسة واحدة من اثني عشر مدرسة مستبعدة من نظام قسائم التعليم في قطر.

## التبعية
تتبع المدرسة الفلبينية الدوحة المنهاج التعليمي الأساسي المعدل الذي طلبه المجلس الأعلى للتعليم في قطر. مدير المدرسة هو الدكتور ألكسندر س. أكوستا الذي تم تعيينه في عام 2003.

## المناهج الدراسية
تقدم المدرسة الفلبينية الدوحة برامج شاملة من مرحلة ما قبل المرحلة الابتدائية إلى المدرسة الثانوية في أعقاب المنهاج المعاد تنشيطه لمرحلة ما قبل المدرسة والتفاهم من خلال تصميم المدرسة الابتدائية والثانوية ووزارة التربية والتعليم في الفلبين المعترف بها والمعترف بها من قبل وزارة التربية والتعليم في قطر.
| الابتدائية                | الإعدادية                           | الثانوية                                                                           |
| ------------------------- | ----------------------------------- | ---------------------------------------------------------------------------------- |
| اللغة الإنجليزية          | اللغة الإنجليزية                    | اللغة الإنجليزية                                                                   |
| الرياضيات                 | الرياضيات                           | الرياضيات                                                                          |
| العلوم والصحة             | العلوم والصحة                       | العلوم والتكنولوجيا                                                                |
| اللغة الفلبينية           | اللغة الفلبينية                     | اللغة الفلبينية                                                                    |
| التربية الوطنية الفلبينية | التربية الوطنية الفلبينية           | التربية الوطنية الفلبينية                                                          |
| الشخصية التعليمية         | الشخصية التعليمية                   | قيم التعليم                                                                        |
| ثقافة التربية المدنية     | الموسيقى والفنون والتربية البدنية   | الموسيقى والفنون والتربية البدنية والصحة/التدريب العسكري للمواطنين (السنة الرابعة) |
|                           | جغرافيا/التاريخ/علم التربية المدنية | المواد الاجتماعية                                                                  |
|                           | التعليم المحلي والاقتصادي/الحاسوب   | الحاسوب                                                                            |
|                           |                                     | اختياري                                                                            |

### نظام الدرجات
يتم احتساب نظام الدرجات في المدرسة الفلبينية الدوحة من خلال متوسط درجات الطلاب من خلال التحويل الصفري.

## الطلاب

### الهيئة الطلابية
الهيئة الحاكمة للطالب الحالية في المدرسة الفلبينية الدوحة هي حكومة الطالب العليا التي يرأسها إدغار جيان ب. برناردينو. أما الأنشطة المتعلقة بالطلبة والتبرعات سواء المتعلقة بالمدرسة (مثل «ريال قطري للمدرسة») أو أي شواغل أخرى (مثل التبرعات لضحايا الفيضانات وغيرها من الكوارث التي تحدث في الفلبين على وجه الخصوص) وغيرها من الفعاليات التي تستضيفها مجموعة التدابير الخاصة. تحدث الانتخابات لمناصب في حكومة الطالب العليا قبل انتهاء سنة دراسية معينة وعادة ما تنطوي على طرفين في الانتخابات.

### مركز البحث والنشاط الطلابي

#### الرؤية
التنمية الكلية لطلاب المدرسة من خلال أنشطة التعلم المشتركة والمناهج الدراسية مدى الحياة.

#### الرسالة
التوفير لطلاب المدرسة برنامج نشاط الطلاب المتوازن لمواصلة تعزيز التنمية الشاملة من خلال الأنشطة المشتركة واللاصفية وذلك باستخدام أدوات تشكيل الطلاب التي تنطوي على العضوية في النوادي / المنظمة والبرنامج الرياضي / اسكواش وهيئة تنسيق الطلاب ونشر المدرسة والتعليمية والبرنامج الخارجي والفنون المسرحية وغيرها من الأنشطة الطلابية المجدية لدعم تحقيق رؤية المدرسة ورسالتها.

#### الأندية الطلابية
يهدف مركز البحوث والأنشطة الطلابية التابع للمدرسة الفلبينية الدوحة إلى تزويد الطالب ببرنامج متوازن من أجل تعزيز تطويرهم الإجمالي من خلال الأنشطة المشتركة بين المناهج الدراسية والأنشطة اللاصفية بناء على رؤية المركز ورسالته. يشمل برنامج النشاط الطلابي استخدام أدوات تكوين الطلاب التي تشمل العضوية في النوادي / المنظمة والبرنامج الرياضي / اسكواش وهيئة تنسيق الطلاب والنشر المدرسي والبرنامج التعليمي الصادر وأداء الفنون المسرحية وغيرها من الأنشطة الطلابية الجديرة بالاهتمام لدعم تحقيق رؤية المدرسة الفلبينية الدوحة ورسالتها. انظر الجدول أدناه لجميع النوادي المشتركة في المناهج الدراسية واللاصفية في المدرسة والمنظمات.
| النادي                          | المرحلة               |
| ------------------------------- | --------------------- |
| حكومة الطالب العليا             | الإعدادية والثانوية   |
| حلقة الوصل                      | الثانوية              |
| الرقص والجوقة                   | الثانوية              |
| خطوة                            | الإعدادية والثانوية   |
| نادي غلي                        | الابتدائية            |
| نادي الفن                       | الابتدائية            |
| نادي الرقص                      | الابتدائية والإعدادية |
| فنون المسرح                     | الثانوية              |
| الجوقة                          |                       |
| فيلق التطبيل                    | الإعدادية             |
| ربات البيوت في المستقبل         | الإعدادية             |
| نادي العلوم للصغار              | الإعدادية             |
| نادي الرياضيات للصغار           | الإعدادية             |
| نادي كرة السلة للصغار           | الإعدادية             |
| نادي كرة السلة للكبار           | الثانوية              |
| نادي تنس الطاولة                |                       |
| نادي كرة الطائرة                |                       |
| فريق كرة السلة                  |                       |
| فريق كرة الطائرة للبنين         |                       |
| فريق كرة الطائرة للبنات         |                       |
| دروس الجيتار                    | الإعدادية والثانوية   |
| دروس البيانو والكمان            | الإعدادية والثانوية   |
| دروس البيانو ولوحة المفاتيح     | الإعدادية والثانوية   |
| دروس لوحة المفاتيح/دروس الأصوات | الثانوية              |
| نادي الروبوتات                  | الثانوية              |

### الصحيفة المدرسية
عملا بقانون الجمهورية 7079 أو قانون الصحافة في الحرم الجامعي لعام 1991 فإن المدرسة الفلبينية الدوحة تشجع صحافة الحرم الجامعي وحرية التعبير من خلال ورقة المدرسة. حلقة الوصل هي المنشور الرسمي للمدرسة الفلبينية الدوحة والتي تعتبر بمثابة الشريان الذي يحافظ على شريان الحياة في الحياة المدرسية المتدفقة في تيار المسؤولية والالتزام. هي تعكس الأنشطة والاحتياجات وأصوات وإنجازات الطلاب والمدرسة. يجسد شعار «شريان الأفكار الحرة» هدف الصحيفة إلى دعم الحقيقة من خلال الإبلاغ المتوازن والتعبير الحر عن الأفكار والمشاعر والآراء. صحيفة المدرسة لديها أقسام منتظمة مثل أخبار الحرم المدرسي والرأي ومكتب الأصوات والتحرير والميزات والأدب والترفيه والرياضة.